# Хемијско једињење
Хемијско једињење је чиста хемијска супстанца која се састоји из два или више различитих хемијских елемената, а која се помоћу хемијских реакција може раздвојити у једноставније супстанце. Свако хемијско једињење има јединствену, дефинисану хемијску структуру. Она се састоје од атома у фиксном одсносу који су повезани један с другим хемијским везама у дефинисаном просторном распореду. Хемијска једињења могу бити молекули који су повезани ковалентним везама, соли које су настале везањем атома јонским везама, међуметална једињења који се држе на окупу металним везама или комплекси који су повезани координатним ковалентним везама. Разлика између хемијског једињења и смесе огледа се у томе што се смеса може раставити на своје појединачне састојке физичким методама раздвајања (сепарације), попут филтрирања, седиментације, дестилације и других.
Чисти хемијски елементи се не сматрају хемијским једињењима, чак и када су они састављени из молекула које садрже само једну врсту атома једног елемента (као на пример молекули 2, 8, итд.), а који се називају диатомним или полиатомним молекулима.

## Шире дефиниције
Постоје одређени изузеци од горње дефиниције, јер многи чврсти хемијски материјали који су изобилни на Земљи (на пример многи силикатни минерали), немају једноставне хемијске формуле у којима су различити елементи спојени хемијским везама један с другим, другим речима они не стоје у тачној и фиксној размери. Таква кристална једињења се називају нестехиометријским. Њихов састав варира било због присуства других елемената који су заробљени унутар њихове кристалне структуре било да има мањка или вишка неког од њихових основних елемената. Таква нестехиометријска хемијска једињења сачињавају највећи део Земљине коре.
Друга једињења, за које се сматра да су хемијски идентична, могу имати различите количине тежих или лакших изотопа својих саставних елемената, а који незнатно мењају масени однос елемената.

## Бројност и разноврсност
У зависности од начина и врсте везе између атомима елемената од којих се састоји дато једињење, могу се разликовати четири основне врсте хемијских једињења:
- ковалентна једињења (једињења једног неметалног елемента и једног или више других неметала)
- јонска једињења (састоје се од једног метала и једног или више неметала)
- метална једињења
- комплекси (комплексна једињења, од катјона метала и јона или других молекула)

Тачнија, прецизнија категоризација молекула и њихова систематизација у неку од ова четири категорије може се начинити помоћу разлика у електронегативности елемената који улазе у састав неког једињења. Међутим, постоје и одређени прелазни облици између четири наведена идеална типа једињења.
Данас је познато више од 80 милиона познатих хемијских једињења, јонских, тј. једињења сличних солима као и комплекса, металних и молекуларних једињења. Такође једна од основних подела је подела на неорганска и органска једињења, при чему се као органска, уз само неколико изузетака, означавају сва једињења који садрже угљеник. Године 2002. било је познато око 16 милиона органских, три милиона неорганских једињења и око један милион полимера.

### Ковалентна једињења
Једињења настају од два или више атома неметала. Они су у општем случају изолатори, не проводе електричну струју, и углавном имају релативно ниску тачку кључања (осим једињења сличних дијаманту и вештачких материјала са изузетно великим молекулима). Најмањи делови ковалентно везаних једињења су неутрални спојеви атома (молекули). Они се могу састојати из два атома (као на пример угљен-моноксид, CO), три атома (на пример угљен-диоксид), а неки и до неколико хиљада или десетина хиљада атома (огромни молекули, полимери, на пример вјештачки материјал полиетилен или молекул који преноси генетски материјал (ДНК). Атоми у молекулима су повезани путем атомских веза, тј. атоми који су међусобно повезани заједнички користе парове спољашњих електрона.

### Јонска једињења
Јонска једињења (соли) састоје се из катјона и анјона. Они су често попут соли:
- крти,
- формирају кристале
- имају релативно високу тачку топљења и кључања, и
- проводе електричну струју само у смеши или раствору.

Јони настају реакцијама атома метала и неметала, при чему атоми метала отпуштају електроне (оксидирају), а те електроне примају атоми неметала (редуцирају се). Тако настали катјони метала и анјони неметала се спајају због електростатичке привлачности кристалних јона. Према врсти неметала који формирају јонске везе разликују се следећа јонска једињења: оксиди (кисеоник као анјон), сулфиди (сумпор), флуориди (флуор), хлориди, бромиди, јодиди, нитриди (са азотом), карбиди (са угљеником), хидриди (са водоником) и други. Поред тога, у састав анјона улази и кисеоник као трећи елемент, па тако настају још и сулфати, хлорати, нитрати, карбонати итд.
Неки од примера јонских једињења су гвожђе(III) оксид (слично рђи), пирит (гвожђе-сулфид), натријум хлорид (кухињска со) и калцијум сулфат (гипс).

### Међуметална једињења
Међуметална једињења (често у свакодневном говору позната и као легуре) настају из два или више метала. Оне су:
- врло добри проводници електричне струје,
- добро се могу обликовати,
- имају метални сјај,
- добро проводе топлоту и
- на собној температури су углавном у чврстом стању.

Спајање различитих метала у легуре може се вршити у произвољним размерама, нарочито када се ради о мешању два или више истопљена метала у смесу. Када се граде међуметална једињења, тада су елементи које их граде садржани у њима само у тачно одређеним количинским односима (међуметалним фазама, стехиометријским саставима, види такођ и чланак стехиометрија)
Примери легура су бронза (од бакра и калаја), месинг (бакар са цинком) и бакар-никл (метал за израду кованица). Примери међуметалних једињења су једињења између магнезијума и германијума (формула: ), , магнезијум силицид, бронза , те цементит {{Fe3C}} (од гвожђа и угљеника, при чему се угљеник понаша као метал) и WC (волфрам карбид).

### Комплекси
Једињења вишег реда (комплекси) настају путем реакције грађења комплекса, већином из катјона обојених метала и молекула са слободним електронским паровима (лигандима). Многи од комплекса су изразито обојени разним бојама.
На пример, супстанца која даје црвену боју крви, хемоглобин, састоји се из јона гвожђа(II) и молекула беланчевина, те тамноплави комплекс бакар-тетрамина састављен из јона бакра(II) и амонијака.

### Органска једињења
Молекуларна једињења, у којима је садржан угљеник спојен са водоником, означавају се као органским једињењима. Они сачињавају највећи део свих познатих хемијских једињења, а њихова разноврсност креће се од најједноставнијих попут гаса метана из групе алкана, односно уопште угљоводоника, до врло сложених једињења. Поред угљениковог скелетона (ланца), у органским једињењима често се налазе и многе друге атомске групе, које у знатној мери утичу на особине органских једињења.
Према угљиковом скелетону (ланцу), органска једињења се могу поделити на:
- алифатични угљоводоници (алифате, између осталих ацикличне угљоводонике, засићене алкане, незасићене алкене и алкине, те цикличне угљоводонике.
- ароматични угљоводоници (аромате, који се даље дијеле на једноставне и кондензиране аромате),
- хетероциклична једињења, као и
- биохемијска једињења (алкалоиди, аминокиселине, угљени хидрати, беланчевине, стероиде, терпене, витамине итд.)

Према функционалним групама, органска једињења се могу поделити на:
- једињења кисеоника и хидрокси-једињења (алкохоле, алдехиде, естре, етре, кетоне, карбоксилне киселине итд.)
- једињења азота (амине, амиде, нитро-једињења, нитриле),
- једињења сумпора (алкантиоле, сулфиде, дисулфиде, естре сумпорне киселине, сулфоне, сулфоксиде, тионамиде, тиоестре, тио киселине итд.)
- једињења фосфора (фосфате, фосфине),
- органометална једињења.

## Основни концепти
Карактеристичне особине једињења су:
- Хемијски елементи се налазе у једињењу у одређеној пропорцији

На пример један атом натријума и један атом хлора постају један молекул натријум-хлорида (основног састојка кухињске соли)
- Једињења имају коначан скуп особина

Елементи из којих се састоји неко једињење, не задржавају своје првобитне особине. На пример, водоник (запаљиви гас који не подржава сагоревање) + кисеоник (незапаљиви гас који подржава сагоревање) постају вода (незапаљиви молекул који не подржава сагоревање).
Валенција представља број атома водоника који се могу спојити (комбиновати) са атомом неког елемента да би дали (произвели) неко хемијско једињење.

## Формула
Хемичари описују једињења користећи хемијске формуле у разним форматима. За једињења која постоје у виду молекула, користе се формуле за молекуларне јединице. За полимерне материјале, као и минерале и многе металне оксине, обично се наводи емпиријске формула, нпр. NaCl за кухињску со.
Елементи у хемијској формули обично су наведени по одређеном реду, названом Хилов систем. У том систему, обично су прво наведени атоми угљеника (ако их има), затим се наводе атоми водоника (ако их има), те после њих сви остали елементи по абецедном реду. Ако формула не садржи угљеник онда се сви елементи, укључујући и водоник, наводе по абецедном реду. Међутим, од тог правила постоји неколико важних изузетака. За јонска једињења, позитивни јон се готово увек наводи на првом месту, док се негативни јон наводи након њега. За оксиде, атоми кисеоника се обично наводе на крају формуле.
У општем случају, органске киселине следе нормална правила да се C и H атоми наводе први у формули. На пример, формула за трифлуороацетатну киселину обично се пише као . Међутим, више структурних података могу открити описне формуле, као што је на пример формула за исту киселину у облику . С друге стране, хемијске формуле за већину неорганских киселина и база су изузеци од нормалних правила. Оне се пишу у складу са правилима за јонска једињења (позитивни први, негативни други), али оне такође следе правила која наглашавају њихове Аренијусове дефиниције. Тачније, формула за већину неорганских киселина почиње са водоником, а формула за већину база завршава са хидроксидним јоном.
Формуле за неорганска једињења често не дају детаљније структурне податке о њима, као што то илустрира уобичајена употреба формуле  за молекул (сумпорне киселине) која не садржи H-S везе. Презентација која би дала много више описа и података била би , али се готово никад не пише на овај начин.

## Фазе и термалне особине
Једињења се такође, као и хемијски елементи, могу појављивати у неколико агрегатних стања. Сва једињења се могу постојати у чврстом стању, барем на довољно ниским температурама. Молекуларна једињења такође могу да постоје и као течности, гасови, а у неким изузетним случајевима, и у виду плазме. Сва једињења се могу разложити (распасти) уколико се изложе довољно високој температури. Температура при којој се дешава таква фрагментација често се назива температура распадања (термолизе). Та тачка често није прецизно одређена и у великој мери зависи од брзине загревања. На примјер, вода се у малој мери разлаже на кисеоник и водоник при загревању на преко 2000 °C. Неки сматрају да угљен-диоксид има највишу тачку термалног распада од преко 3870 °C.

## Класе хемијских једињења
Хемијска једињења се деле у класе: неорганска и органска. Друга класа у својој широј дефиницији укључује органометална једињења, као што су органоборони, силикони, органофосфорна једињења и други.
Неке врсте сложених неорганских једињења:
- Оксиди (и сл.)
- Хидроксиди
  - базе (и други)
  - киселине (и други).
  - Амфотерни хидроксиди[14] (, Fe(OH)2 и сл)
- неорганске киселине (и други.)
- Нитриди (итд .)
- Соли (и други).
- Хидрат (и други.)
- Комплекси (],[15] и други)

### Органска једињења
Органска једињења или органске материје су класа хемијских једињења, која садрже угљеник (изузев карбида, угљене киселине, карбоната, оксида угљеника и цијанид)а.

### Неорганска једињења
Неорганско једињење је хемијско једињење које није органско, тј. не садржи угљеник и (изузев карбида, цијанида, угљеникових оксида и других једињења угљеника која се традиционално називају неорганским). Неорганских једињења не поседују карактеристични угљеников костур.

## Опис главних група органских једињења

### Алифатична једињења
Алифатични угљоводоници се деле у три групе хомологних редова на основу њиховог степена засићености:
- pарафини или алкани су угљоводоници без двоструки или троструких веза[18]
- олефини или алкени садрже једну или више двоструких веза, нпр. диолефини (диени) или полиолефини
- алкини садрже једну или више троструке везе.

Остатак групе се класификује на основу функционалних група. Таква једињења могу да имају прав ланац, разгранат ланац или да буду циклична.
Циклична једињења могу да буду засићена и незасићена. Најстабилнији прстени садрже пет или шест атома угљеника, мада су велики прстени (макроциклична једињења) и мањи прстени често срећу. Најмања циклоалканска фамилија је трочлани циклопропан. Засићена циклична једињења (циклоалкани) садрже само једноструке везе. Циклоалкени и циклоалкини садрже двоструке и троструке везе.

### Ароматична једињења
Ароматични угљоводоници садрже коњуговане двоструке везе. Најважнији пример је бензен. Нјегову структуру је формулисао Кекуле који је први предложио принцип делокализације или резонанције ради објашњавања структуре. За „конвенционална“ циклична једињења, ароматичност је одређена присуством 4n + 2 делокализована пи електрона, где је n цео број. Посебну нестабилност (антиароматичност) манифестују једињења са 4n коњугована пи електрона.

## ЦАС број
За сваку познату супстанцу, укључујући и све хемијске спојеве, додијељен је јединствени ЦАС регистарски број, по којима их научници и истраживачи могу једнозначно распознати.